# Colom d'Etiòpia
El colom d'Etiòpia (Columba albitorques) és una espècie d'ocell de la família dels colúmbids (Columbidae) que habita penya-segats, roques i edificis de l'oest i centre d'Etiòpia i sud d'Eritrea.